# Hô Diên Tán
Hô Diên Tán (chữ Hán: 呼延赞, ? – 1000), người Thái Nguyên, Tịnh Châu  là tướng lĩnh nhà Bắc Tống trong lịch sử Trung Quốc.

## Xuất thân
Họ Hô Diên (đôi khi phiên âm sai là Hô Đình do chữ Diên 延 và Đình 廷 có nét giống nhau) có gốc gác Hung Nô, từ sau đời Lưỡng Tấn dần được Hán hóa. Hô Diên Tán sinh ra trong 1 gia đình quân sự, cha là Truy Châu mã bộ Đô chỉ huy sứ Hô Diên Tông nhà Hậu Chu.
Tán buổi đầu gia nhập quân đội làm lính Kiêu kỵ, rồi được Tống Thái Tổ đề bạt làm Kiêu hùng quân sứ.

## Kiêu dũng thiện chiến
Năm 964, Tán theo bọn đại tướng Tây Xuyên hành doanh tiền quân đô bộ thự Vương Toàn Bân từ Phượng Châu  tiến xuống phía nam chinh thảo Hậu Thục, đánh hạ cửa ngõ biên giới phía bắc của Tứ Xuyên là Kiếm Môn . Ông làm tiền phong, xung phong phá trận, chịu nhiều vết thương. Sau khi ban sư nhờ quân công được thăng làm Phó chỉ huy sứ. Đầu những năm Thái Bình Hưng Quốc (976 – 984) đời Tống Thái Tông, lại được tuyển làm Thiết kỵ quân chỉ huy sứ.
Năm 979, Tán theo Thái Tông ngự giá đánh thành Thái Nguyên, đô thành của Bắc Hán. Thành bị vây lâu ngày nhưng vẫn ngoan cường chống cự, ông hăng hái xông pha, 4 lần ngã khỏi tường lại 4 lần trèo lên, có tác dụng to lớn cổ vũ tinh thần chiến đấu của quân Tống. Thái Tông đích thân thưởng cho Tán rất nhiều vàng, lụa. Cuối cùng, Bắc Hán phải dâng thành đầu hàng.
Thái Tông muốn nhân sĩ khí lên cao để giành lại 16 châu Yên, Vân mà Hậu Tấn Cao Tổ Thạch Kính Đường đã dâng cho nhà Liêu, đa phần quần thần tán đồng, Tán lại nằm trong số ít bất đồng với quan điểm này. Quả nhiên quân Tống đại bại ở Cao Lương Hà .

## Kém tài quản trị
Cùng năm, Thái Tông muốn tăng cường phòng ngự nhà Liêu ở phía bắc, mệnh cho ông đi theo Thôi Hàn trấn thủ Định Châu. Về sau lại thăng làm Mã bộ quân phó đô quân đầu.
Năm 986, nhà Tống bắc phạt lại thất bại, quân Liêu phản kích, xâm nhập biên cương và cướp bóc tan hoang nhiều địa phương. Tán dâng lên Thái Tông trận đồ, sách lược, tự đề cử bản thân đi đóng đồn ở biên cương, tấn công Khiết Đan để rửa nhục. Vì thế Thái Tông triệu kiến ông, mệnh cho biểu diễn võ nghệ. Tán đánh roi múa sóc, rồi lại sai bốn con trai là Tất Hưng, Tất Cải, Tất Cầu, Tất Hiển thay nhau biểu diễn, Thái Tông rất tán thưởng, ban cho ông vàng lụa, ban cho các con của ông áo, đai.
Năm 989, Tán ra ngoài lĩnh chức Phú Châu thứ sử. Năm 992, lại nhiệm chức Bảo Châu thứ sử, Ký Châu phó đô bộ thự. Trong việc tổ chức quân đội đồn trú, ông có nhiều khiếm khuyết, vì thế bị đổi làm Liêu Châu thứ sử. Nhưng Tán không có tài quản trị, vì vậy quay lại đảm nhiệm các loại quân chức như Đô quân đầu, sau đó được lĩnh chức Phù Châu thứ sử, gia Khang Châu đoàn luyện sứ.

## An phận giữ mình
Năm 999, Tán theo Tống Chân Tông tuần hành đến Đại Danh, đảm nhiệm Hành cung nội ngoại đô tuần kiểm. Chân Tông muốn bổ nhiệm thêm các tướng lĩnh, mọi người tranh nhau kể công, chỉ có ông là tự nhận mình lương bổng dư dật, mà chưa làm gì để báo ơn nước, xin lui về. Người hiểu chuyện đều khen ông biết an phận giữ mình.
Năm sau (1000), triều đình mệnh cho Tán nắm đội nghi vệ ở Viên Lăng của Lý thái hậu. Sau khi trở về thì qua đời. Con trai là Hô Diên Tất Hiển thay chức Phó đô quân đầu.
Tán có hai hậu duệ dưới thời Nam Tống. Một hậu duệ là Hô Diên Thứ Thăng, là thuộc tướng của Tông Trạch; người còn lại là Hô Diên Thông, là tuỳ tướng của Hàn Thế Trung, từng đánh bại quân Kim nhiều lần dưới thời Tống Cao Tông.

## Tính cách
Tán can đảm, dũng mãnh nhưng hung tợn, khinh suất, thường nói muốn chết trên chiến trường. Ông xăm trên mình mấy chữ xích tâm sát tặc, còn làm như vậy với thê thiếp và nô bộc trong nhà. Các con trai thì trước sau bị xăm mấy chữ xuất môn vong gia vi quốc, lâm trận vong tử vi chủ.
Tán có tính cách quái đản, hành vi bất kể tình lý. Vào lúc trời rét đậm, ông dùng nước lạnh tắm cho con trai, hy vọng sau này lớn lên thằng bé sẽ chịu được cái lạnh mà khỏe mạnh hơn người. Khi con trai có bệnh, ông cắt đùi để nấu canh mà chữa.
Tán chế ra các thứ khí giới Phá trận đao, Hàng ma xử (chày), lại có Thiết chiết thượng cân (khăn đội đầu làm từ những miếng sắt) hai bên có mũi nhọn. Những thứ này đều nặng mười mấy cân. Ông thường chít khăn đỏ, cưỡi ngựa Chuy, phục sức quái dị.

## Trong văn học
Bộ tiểu thuyết thông tục Thuyết Hô toàn truyện (còn gọi là Kim tiên ký, Hô gia hậu đại toàn truyện hay Hô gia tướng) lấy chuyện các đời cháu (Hô Diên Thủ Dụng, Hô Diên Thủ Tín), chắt (Hô Diên Khánh) của Hô Diên Tán chống lại bè lũ gian thần của Thái sư Bàng Văn (hay Bàng Tịch) làm tuyến chính.
Nhân vật Hô Diên Khánh còn xuất hiện trong nhiều tiểu thuyết thông tục ra đời vào cuối đời Thanh như Hô Dương hợp binh, Tiểu tướng Hô Diên Khánh, Hô Diên Khánh đả lôi, Hô Diên Khánh xuất thế, Hô Diên Khánh chinh bắc, Hô Diên Khánh chinh tây, Hô Diên Khánh tiến kinh, Hô Diên Khánh quải soái.
Nhân vật Hô Diên Chước trong Thủy Hử truyện là hậu duệ của Hô Diên Tán.